# カマル・ミラー
カマル・ミラー（Kamal Miller、1997年5月16日 - ）はカナダのサッカー選手。ポジションはDF。インテル・マイアミCF所属。

## 経歴
シラキュース大学でサッカーに勤しんだ後、ヴォーガン・アッズーリなどの地方クラブを転々とした。
2019年1月11日、ドラフトを経て27番指名でオーランド・シティSCに加入した。
2020年に再度ドラフトを経てオースティンFCに加入し、直後にCFモントリオールにトレード移籍した。
2023年4月12日、インテル・マイアミCFに移籍した。

### 代表
カナダ生まれで、ジャマイカとトリニダード・トバゴの血を引いている。
2019年3月18日、フランス領ギアナ代表と対戦するカナダ代表に初招集された。

## 代表歴

### 出場大会
- カナダ代表
  - 2022 FIFAワールドカップ

### 試合数
- 国際Aマッチ 41試合 0得点（2019年-）[7]

| カナダ代表 | 国際Aマッチ | 国際Aマッチ |
| 年         | 出場        | 得点        |
| ---------- | ----------- | ----------- |
| 2019       | 3           | 0           |
| 2020       | 2           | 0           |
| 2021       | 13          | 0           |
| 2022       | 14          | 0           |
| 2023       | 9           | 0           |
| 2024       |             |             |
| 通算       | 41          | 0           |